# 岩瀬盆地

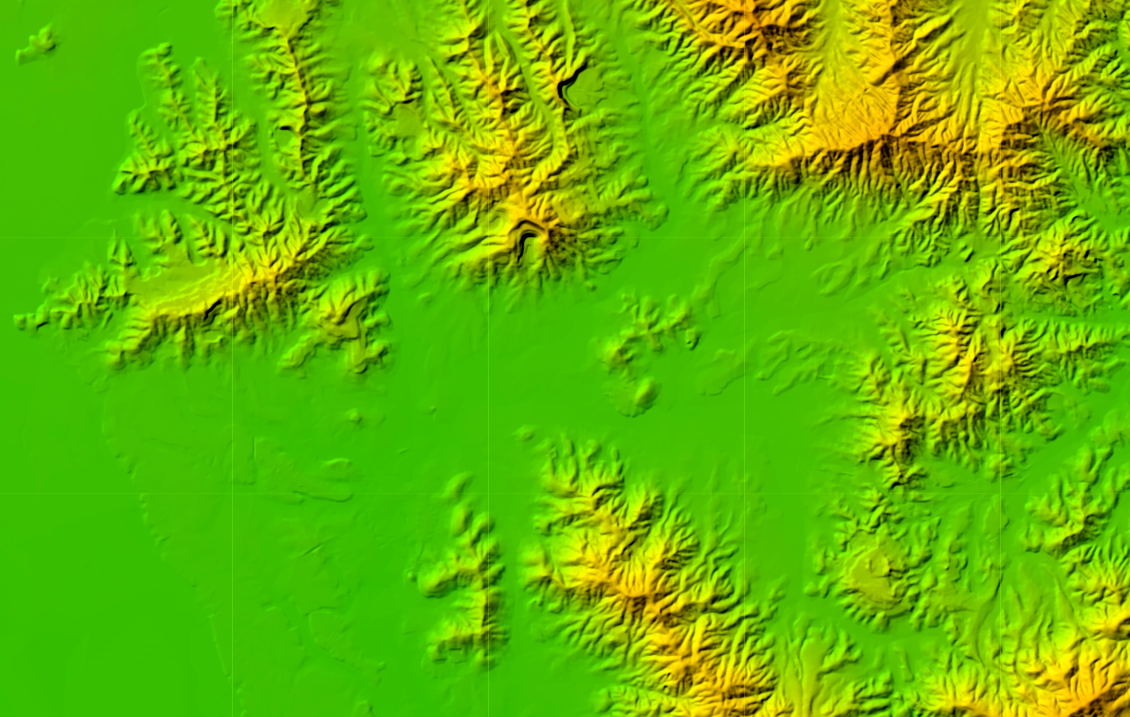
岩瀬盆地の段彩陰影

岩瀬盆地（いわせぼんち）は、茨城県中西部に位置する盆地である。ここでは隣接する羽黒盆地も含む。

## 概要

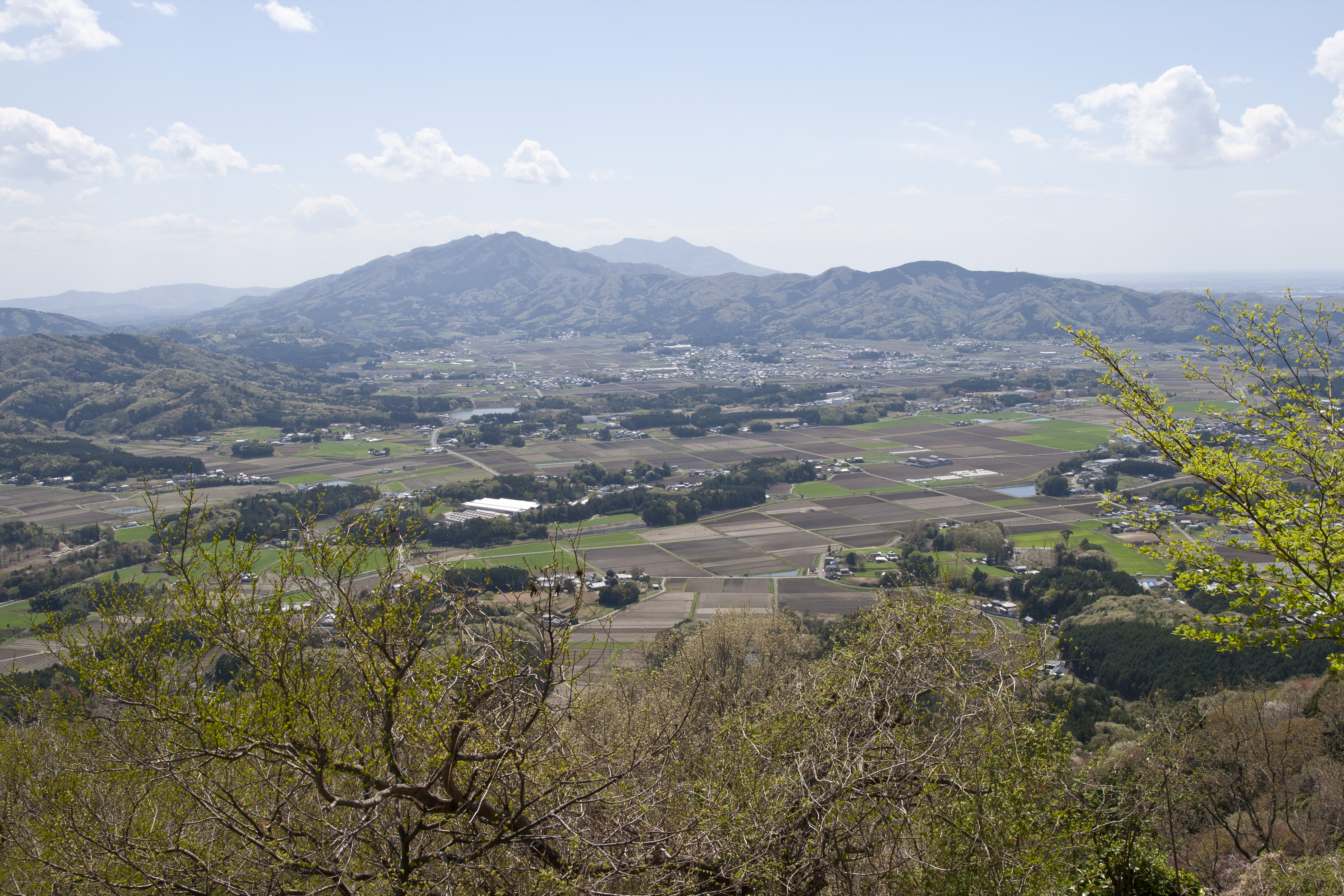
岩瀬盆地に含まれる羽黒盆地

鶏足山塊と筑波山塊の間に位置する小盆地。両山塊 の間には東から笠間・羽黒・岩瀬盆地が東西に列状に分布し、通谷をなしている。羽黒盆地は当盆地に含めて扱う場合が多い。北は鶏足山塊の南端をなす富谷山、南は筑波山塊の北端をなす雨引山・御嶽山、東は涸沼川と霞ヶ浦に注ぐ桜川の分水界をなす100m前後の鞍部で、北西は鶏足山塊系の200m前後の山地に囲まれ、西は真壁台地に面する。桜川およびその支流の筑輪川，大川によって開析された浸食盆地で、100m前後の丘陵や河川によってできた段丘, 狭長な谷底平野からなる。盆地の中央部に岩瀬町の市街が発達している。
南北に長い筑波山地の切れ目であるため県西地区、栃木県と水戸市含む県央地区とのアクセスの重要地点となっており、JR水戸線、北関東自動車道、国道50号線すべてが岩瀬盆地を通る。
江戸時代は笠間藩の領地であり、地形的特徴から笠間盆地内を山内（やまうち）と呼ぶのに対し岩瀬盆地内は山外（やまそと）と呼ばれた。

## 文化
岩瀬盆地内は古くから中郡（→西那珂郡）と呼ばれ独立した地域であった。
茨城県央と県西、栃木県を結ぶ交通の要衝であったことから、各地の文化が入り混じっている。茨城県内でしもつかれを郷土料理とする地域の1つでもある。

## 地形

### 山
- 富谷山
- 雨巻山
- 高峯
- 鍬柄山
- 棟峰
- 羽黒山
- 高幡山
- 板敷山
- 加波山
- 燕山
- 雨引山
- 御嶽山
- 丸山
- 羽田山
- 大政山
- 長辺寺山
- 北栗山
- 谷中山
- 竜迎山

### 峠
- 凍坂
- 奈良駄峠
- 鍬柄峠
- 板敷峠
- 大手坂

### 河川
- 桜川
  - 泉川
  - 大川
  - 布川
  - 筑輪川
  - 御領川

## 市町村
西茨城郡岩瀬町（現：桜川市）